# Улица Ильинка

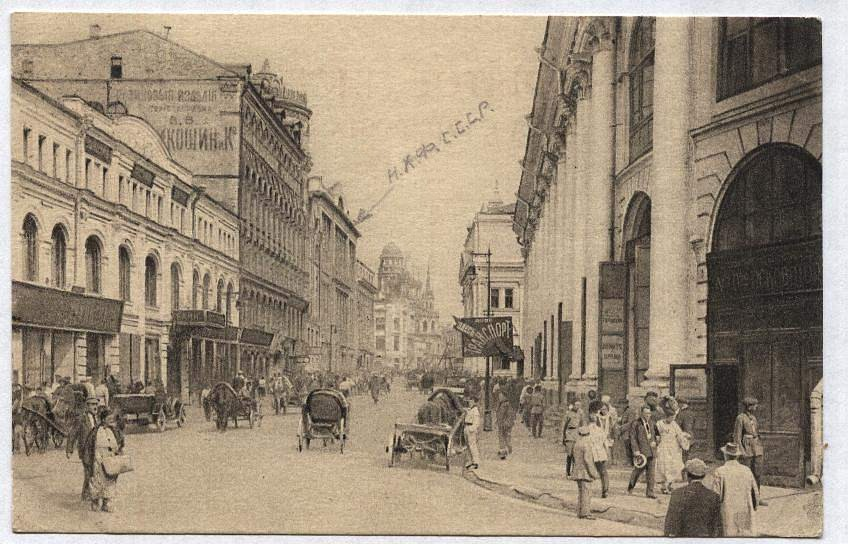
Ильинка. Фотография 1928 г. Вид от Хрустального переулка. Справа — Гостиный двор, за ним Биржа. Слева — здание Новгородского подворья, за ним Троицкое подворье, далее бывший Петербургский банк (Наркомат финансов СССР), вдали видна башенка здания бывшего Северного страхового общества (в тот момент комплекс ЦК ВПК(б)

У́лица Ильи́нка (в XIV—XV веках — у́лица Дми́тровка, в 1935—1990 годах — у́лица Ку́йбышева) — улица в Центральном административном округе города Москвы, на территории Китай-города. Одна из старейших улиц Москвы. Проходит от Красной площади до площади Ильинских Ворот, лежит между Никольской улицей и Варваркой. Нумерация домов ведётся от Красной площади.

## Название
Название XVI века, дано по Ильинскому мужскому монастырю (Ильинский на Торговище, на Дмитровке, на Крестце, на Новгородском подворье, у палат новгородского митрополита, у двора Гостиного, что в Ветошном ряду; первое упоминание в московской берестяной грамоте № 3, датируемой концом XIV в. и найденной в 2007 г.), с каменной церковью Ильи Пророка (заложена в 1519 году, существует поныне, ныне № 3). Ранее улица называлась Дмитровкой по стоявшей на перекрёстке (на крестце) церкви Дмитрия Солунского (на месте Биржи; впервые упомянута в 1472 году, снесена в 1790 году). В ночь на 17 мая 1606 года набатом от соборной церкви монастыря был дан сигнал к восстанию, жертвой которого пал Лжедмитрий I. Монастырь был упразднён после пожара 1626 года, после чего церковь стала приходской.
В 1935 году, после смерти видного коммунистического функционера Валериана Владимировича Куйбышева улицу наименовали улицей Куйбышева. Историческое название возвращено в 1990 году.

## История

### Ранняя история
В XV веке Дмитриевка-Ильинка начиналась непосредственно от Фроловских (Спасских) ворот Кремля и шла до современного Большого Черкасского переулка, по линии которого в 1394 году был проложен оборонительный ров. Поэтому находившаяся в конце улицы церковь Николы «Большой Крест», впоследствии главная святыня Ильинки (снесена в 1934 году, ныне на её месте газон у дома № 17), упоминается в Степенной книге середины XVI века как стоящая «вне града».
В конце XV века начало улицы было снесено с организацией Красной площади, но эта потеря была компенсирована продлением улицы в 1534—1538 годах с постройкой Китайгородской стены, когда в состав улицы вошёл район церкви Николы. Соответствующие ворота Китай-города получили название Ильинских.

### XVI—XVII века
Ильинка начиналась в районе, известном как «Торговище». Гостиные дворы упоминаются уже в духовной грамоте Ивана III; после пожара 1547 года Иван Грозный возвёл на месте торга на Красной площади гостиный двор с деревянными лавками и переселил в Китай-город купцов со всей Москвы; в 1595 году деревянные лавки были заменены каменными; в 1641 году Михаил Фёдорович, а в 1664 году Алексей Михайлович построили рядом ещё два каменных гостиных двора. Эти гостиные дворы насчитывали 200 рядов и 4 тысячи лавок; на их месте, в 1790—1810 годах по проекту Джакомо Кваренги был сооружён современный, грандиозный по тем временам Гостиный двор.
Значительные площади на Ильинке были розданы монастырям под подворья, так что в XVII веке на улице были: Новгородское подворье (дом № 3), Троицкое (№ 5), Иосифовское (№ 7), Алексеевское, Воскресенское. Между церковью Дмитрия Солунского и современным Никольским переулком был Посольский двор, где останавливались приезжавшие в Москву послы, в связи с чем переулок тогда носил имя Посольской улицы. В 1680 году купцы Филатьевы построили каменное здание церкви Николы Большой Крест, причём подклет её использовали для хранения своих товаров. За церковью, в самом конце улицы, находился большой двор князя Барятинского.
При Алексее Михайловиче во второй половине XVII века по имени Ильинской улицы Троицкие ворота в месте её выхода к Китайгородской стене были переименованы в Ильинские.

### XVIII — начало XIX века

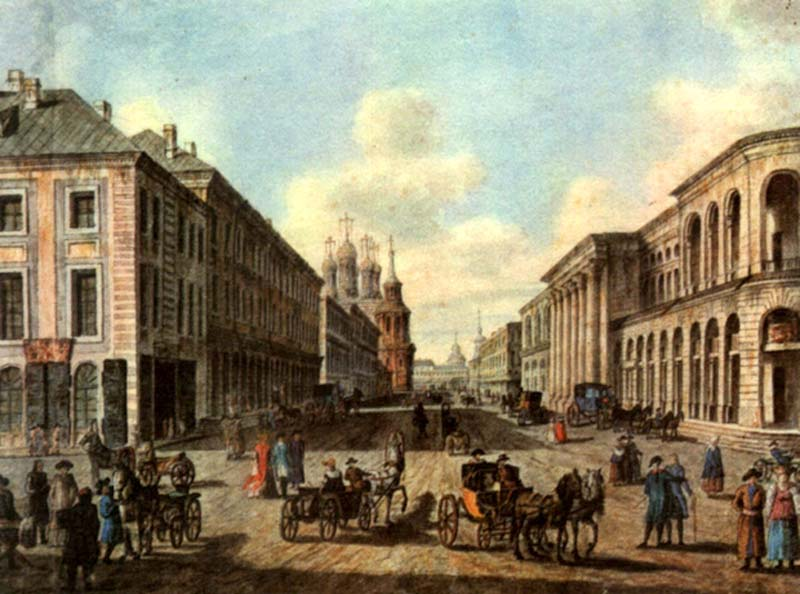
Ильинка в конце XVIII века

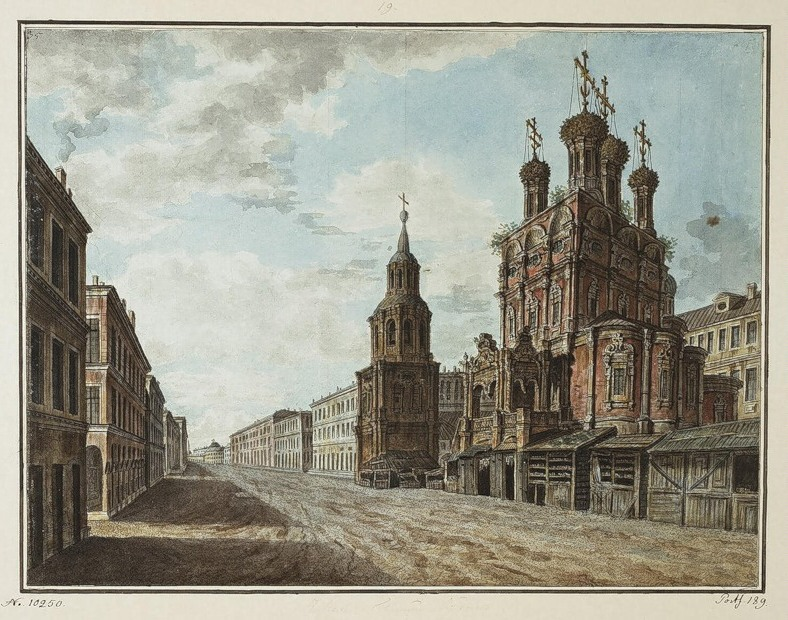
Ильинка около 1800 года. Вид от церкви Николы Большой Крест. Рисунок Фёдора Алексеева.

В 1717 году в пустующем Посольском подворье была устроена мануфактура Толстого, Шафирова и Апраксина. Подворье сгорело во время большого пожара 1737 года. Возможно, после запустения подворья появилась пословица «Здесь прежде жили царские послы, а ныне мы ослы».
В екатерининскую эпоху Ильинка была благоустроена: в 1782 году Иван Старов спроектировал современную Биржевую площадь, получившую тогда название Карунинской (по дому и латунной фабрике купца Карунина); в 1785—1786 годах на Ильинке были построены «великолепные с огромною архитектурою обывательские дома, имеющие под собой лавки, число коих простирается до 60, и во всех почти торгуют галантереею, придавая сей части города немалые красоты». Строится новый Гостиный двор. Улица выгорела в 1812 году, при том старые здания торговых рядов ещё и были разрушены от взрыва заложенной в Кремле мины. На их месте были выстроены новые, ампирные, по проекту Осипа Бове. В 1839 году на месте снесённой церкви Дмитрия Солунского было построено здание Биржи, заменённое в 1875 году современным.

### Конец XIX — начало XX веков
В пореформенную эпоху Ильинка окончательно превратилась в главную деловую улицу Москвы — центр финансовой жизни и оптовой торговли. Было построено новое здание Биржи, перестроены в соответствии с современными требованиями торговые ряды и монастырские подворья. Из комплекса зданий Общества тёплых рядов (архитектор Александр Никитин), окружающего церковь Ильи, основное было построено в 1865 году; в 1893 году Александр Померанцев построил современное здание Верхних Торговых рядов (ГУМ), а несколько раньше, в 1891 году, Роман Клейн построил с противоположной стороны улицы здание Средних торговых рядов, которые, в отличие от Верхних, предназначались для оптовой торговли. В 1875 году Троице-Сергиева лавра перестроила своё подворье (№ 5), воздвигнув пятиэтажный доходный дом с башенкой, долгое время остававшийся самым большим гражданским зданием Москвы. Сдача внаём помещений подворья приносила монастырю большие доходы. В частности, на втором этаже подворья располагался Новотроицкий трактир, излюбленное место встреч купцов и биржевиков (упоминается в комедии Александра Островского «Бешеные деньги»). Примеру троицких монахов последовали иосифо-волоцкие, в 1883 году также построившие пятиэтажное здание Иосифовского подворья (№ 7) в русско-византийском стиле (архитектор Александр Каминский; ныне здание Верховного суда РФ).

Ильинка в 1900 году

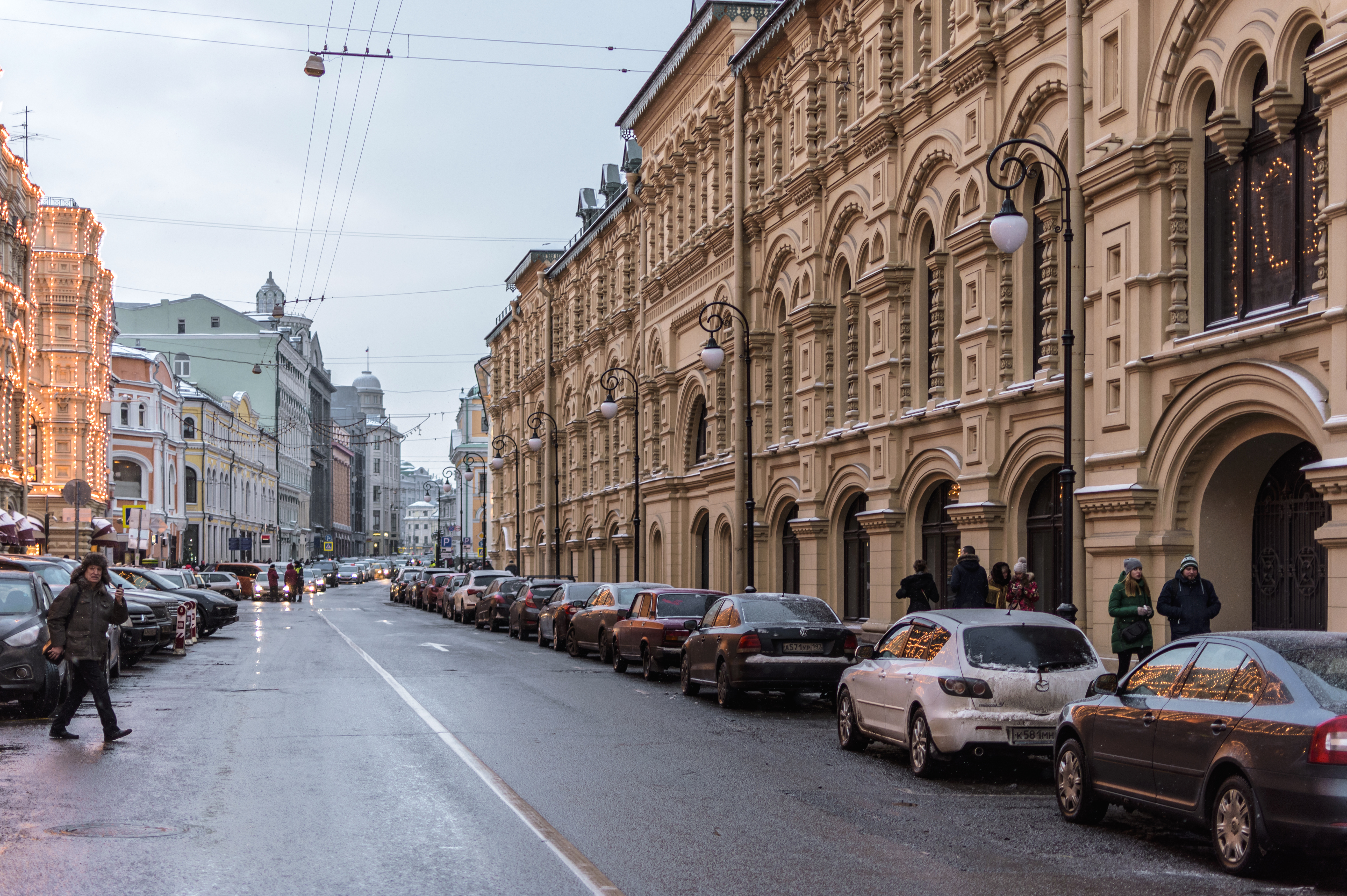
Ильинка в 2016 году

Улица застроилась зданиями крупнейших в России банков: Волжско-Камского коммерческого банка (№ 8, 1890 год, архитектор Борис Фрейденберг), Петербургского международного коммерческого банка (№ 9, 1910 год, архитектор Адольф Эрихсон; ныне Министерство финансов России), Азовско-Донского банка (№ 9, строение 2, 1912 год, архитектор Адольф Зелигсон), Московского торгового банка (№ 10, 1882, архитектор Борис Фрейденберг), Русского внешнеторгового и Сибирского банков (№ 12, начало XX века, архитектор Роман Клейн; впоследствии архив ЦК КПСС, ныне — Росархив и Государственный архив новейшей истории), Московского купеческого банка (№ 14, 1894 год, архитектор Борис Фрейденберг). В конце улицы выделяется башенкой с часами комплекс Северного страхового общества, ныне представительства (до 2009 год) Конституционного суда Российской Федерации (№ 21—25, архитекторы Иван Рерберг и Вячеслав Олтаржевский; все 1911 года).

### Советская и постсоветская эпоха
В годы советской власти здания Ильинки были заняты под учреждения (в частности, в Средних торговых рядах с 1918 года располагался Реввоенсовет). Здания в конце улицы, включая здание Северного страхового общества, вошли в комплекс ЦК КПСС. В церкви Ильи Пророка, лишённой куполов, размещались также различные мастерские и учреждения. В 1990-е годы храм возвращён Русской православной церкви, с 1995 года в нём возобновлено богослужение. Между 1996 и 2007 годами под видом «реконструкции» был фактически снесён комплекс Тёплых рядов, причём заказчиком работ являлась фирма «Интеко», возглавляемая Еленой Батуриной (женой мэра Москвы Юрия Лужкова), которая предполагала построить на месте комплекса отель.

## Примечательные здания и сооружения

### По нечётной стороне
- № 1/3/2 — Верхние торговые ряды (1890—1893, архитектор А. Н. Померанцев, инженеры В. Г. Шухов и А. Ф. Лолейт), объект культурного наследия федерального значения. Сейчас — Главный универсальный магазин.
- № 3/8, стр. 2, 3, 4 — Тёплые торговые ряды (в основе стр. 2 — здание Новгородского архиерейского подворья XVII—XVIII вв.) (1864—1869, архитектор А. С. Никитин), выявленный объект культурного наследия[4]. Одно из строений — храм Илии Пророка (основан в мае 1519 г., арх. Клим Ужило)[5].
- № 5/2, стр. 1 — Доходный дом подворья Свято-Троицкой Сергиевой Лавры («Троицкое подворье») (2-я пол. XVIII в., 1874—1879, архитектор П. П. Скоморошенко), объект культурного наследия регионального значения[4][6]. Первое в Москве здание высотой в пять этажей[7].
- № 7/3 — Доходный дом Иосифо-Волоколамского подворья (1882—1891, архитектор А. С. Каминский), ценный градоформирующий объект[4][6].
- № 9 — Азовско-Донской банк (1880-е; 1912—1914, архитектор А. Н. Зелигсон)[4].
- № 9, стр. 1 — Здание Петербургского международного коммерческого банка (1910—1911, арх. А. Э. Эрихсон)[4] Здание представляет собой интересный пример московского неоклассицизма, в котором отразилось зарождение новых тенденций в архитектуре XX века — конструктивизма и функционализма[6].
- № 11/10, стр. 1 — Дом акционерного общества АРКОС (1928, архитектор В. М. Маят). Здание является объектом культурного наследия регионального значения[4].
- № 13/19 — Доходный дом Г. П. Шелапутина (Дом Моссовнархоза) (1905—1906, архитектор П. П. Щёкотов; надстроен с изменением фасада в 1926 году инженерами Г. Д. Зиновьевым и А. Ф. Лолейтом), ценный градоформирующий объект[4][6] В 2017 году был выставлен на продажу за 3,3 млрд рублей (58 млн долларов США); стал самым дорогим особняком в центре Москвы[8]
- № 15 — Доходный дом Иосифо-Волоколамского монастыря (1875, архитектор А. С. Каминский; 1909), ценный градоформирующий объект[4].
- № 15/2, стр. 1 — Здание бывшего офиса «Московской независимой вещательной корпорации» (МНВК)[9].
- № 21-23 — Здания Северного страхового общества.
  - № 21-23, стр. 1 — Восточный корпус (1909—1911, военный инженер И. И. Рерберг, архитекторы М. М. Перетяткович, В. К. Олтаржевский), объект культурного наследия регионального значения[4].
  - № 21-23, стр. 2 — Западный корпус (1909—1911, военный инженер И. И. Рерберг, архитекторы М. М. Перетяткович, В. К. Олтаржевский, И. А. Голосов; 1930-е), объект культурного наследия регионального значения[4].

### По чётной стороне
- № 4 — Старый Гостиный двор (1790—1830, архитекторы Дж. Кваренги, С. В. Барков, К. К. Гиппиус и др.), объект культурного наследия федерального значения[4].
- № 6/1 — Здание Купеческой биржи (1836—1839, архитектор М. Д. Быковский; 1873—1875, архитектор А. С. Каминский; 1925 — надстройка, архитектор И. С. Кузнецов), объект культурного наследия федерального значения[4][6].
- № 8 — Дом Московского Купеческого общества («Посольское подворье») (1889—1890, архитектор Б. В. Фрейденберг), объект культурного наследия регионального значения[4].
- № 8, стр. 1 — Доходный дом (1887—1889, архитектор Б. В. Фрейденберг), ценный градоформирующий объект[4].
- № 8, стр. 3 — Торговый дом (1875, архитектор А. С. Каминский), ценный градоформирующий объект[4].
- № 8, стр. 4 — Административное здание ЦК КПСС (1980-е, архитектор П. И. Скокан), ныне Государственно-правовое управление Президента РФ.
- № 10/2 — Дом Н. Калинина и А. Павлова — Московский торговый банк (1785—1790, арх. М. Ф. Казаков; 1882, арх. Б. В. Фрейденберг). В результате перестройки конца XIX века дом получил эклектичную отделку с отдельными мотивами итальянского Ренессанса[6].
- № 12 — Доходный дом И. Г. Хрящева — В. И. Варгина — Серпуховского городского общества (1760—1772; 1780-е, архитектор М. Ф. Казаков; 1888; 1901—1904, архитектор Р. И. Клейн), объект культурного наследия регионального значения[4] В здании размещались Русский Внешнеторговый и Сибирский банки[6].
- № 14/2 — Доходный дом Московского купеческого банка с магазинами и товарными складами (1820-е — 1830-е, арх. О. И. Бове; 1894, арх. Б. В. Фрейденберг), объект культурного наследия города Москвы. В 1832 году здесь жил и работал художник А. С. Ястребилов, один из создателей «Натурального класса», послужившего основой Московского училища живописи, ваяния и зодчества. Здание с галереей для лавок было надстроено по заказу Московского купеческого банка, в результате чего фасад получил оформление в формах эклектики с барочными и классическими мотивами[4][6].

## Исторические фотографии

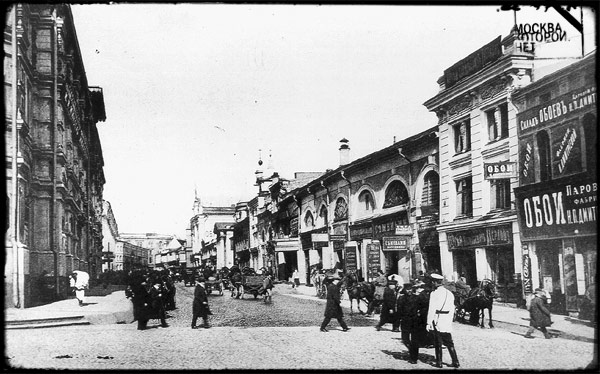
Начало Ильинки (до перестройки торговых рядов)
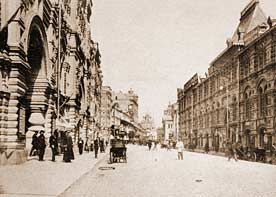
Начало Ильинки после постройки новых зданий Верхних и Средних торговых рядов, ок. 1900
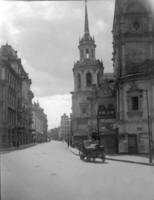
Ильинка у церкви Ильи-пророка, XIX в.
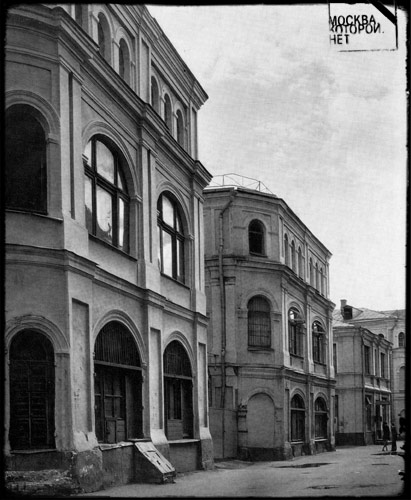
Тёплые ряды
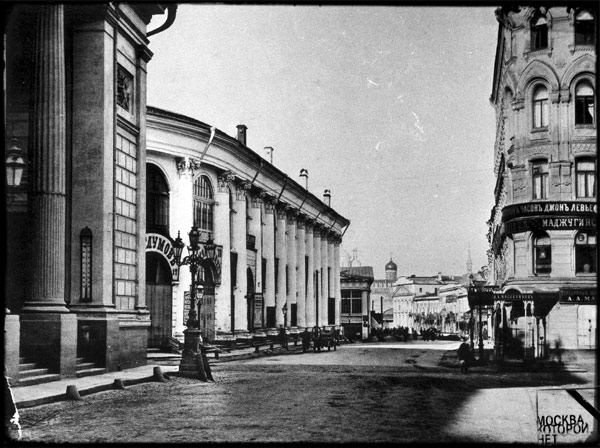
Вид от Биржи на Гостиный двор и Троицкое подворье, XIX в.
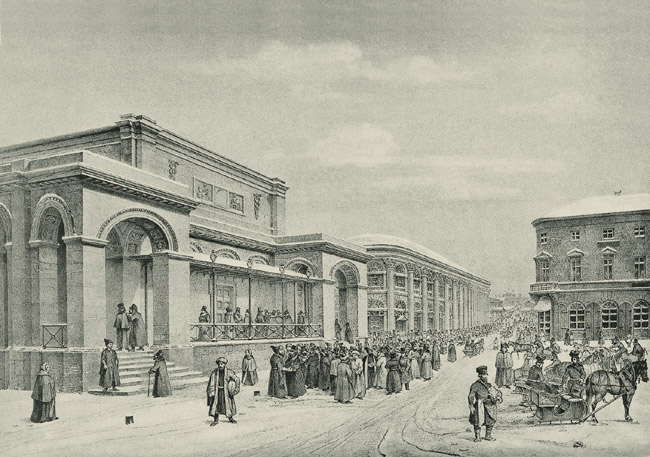
Биржа 1839 г.
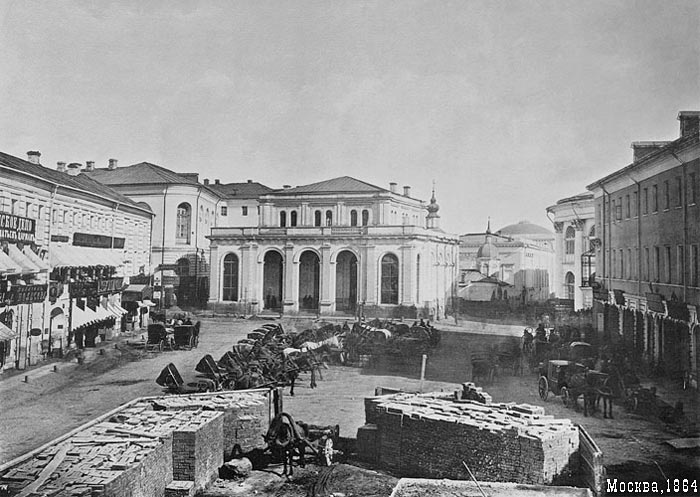
Биржевая площадь в 1864 г.
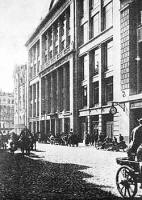
Здание Петербургского международного коммерческого банка (Ильинка, 9; ныне Министерство финансов РФ)
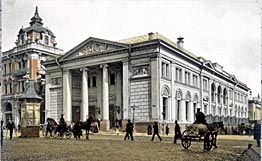
Биржа и здание Волжско-Камского банка
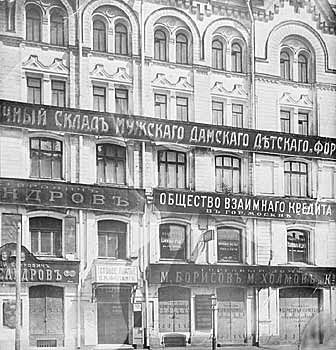
Иосифовское подворье
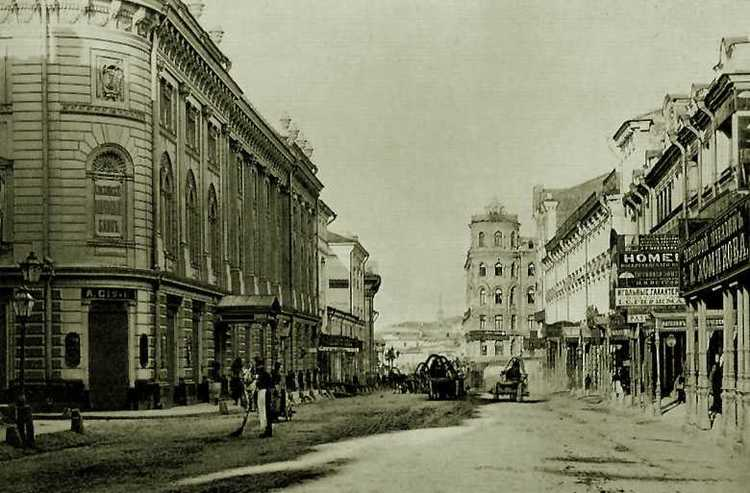
Ильинка от Никольского переулка. Слева - Московский торговый банк, напротив - здание, на месте которого построен Петербургский банк. Вдали башенка Троицкого подворья
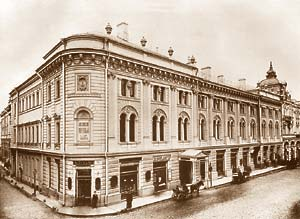
Московский торговый банк. За ним - купол Волжско-камского банка
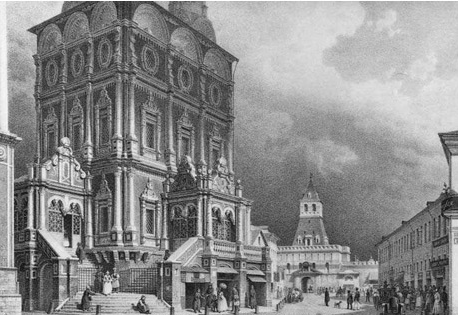
Церковь Николы Большой Крест и Ильинские ворота
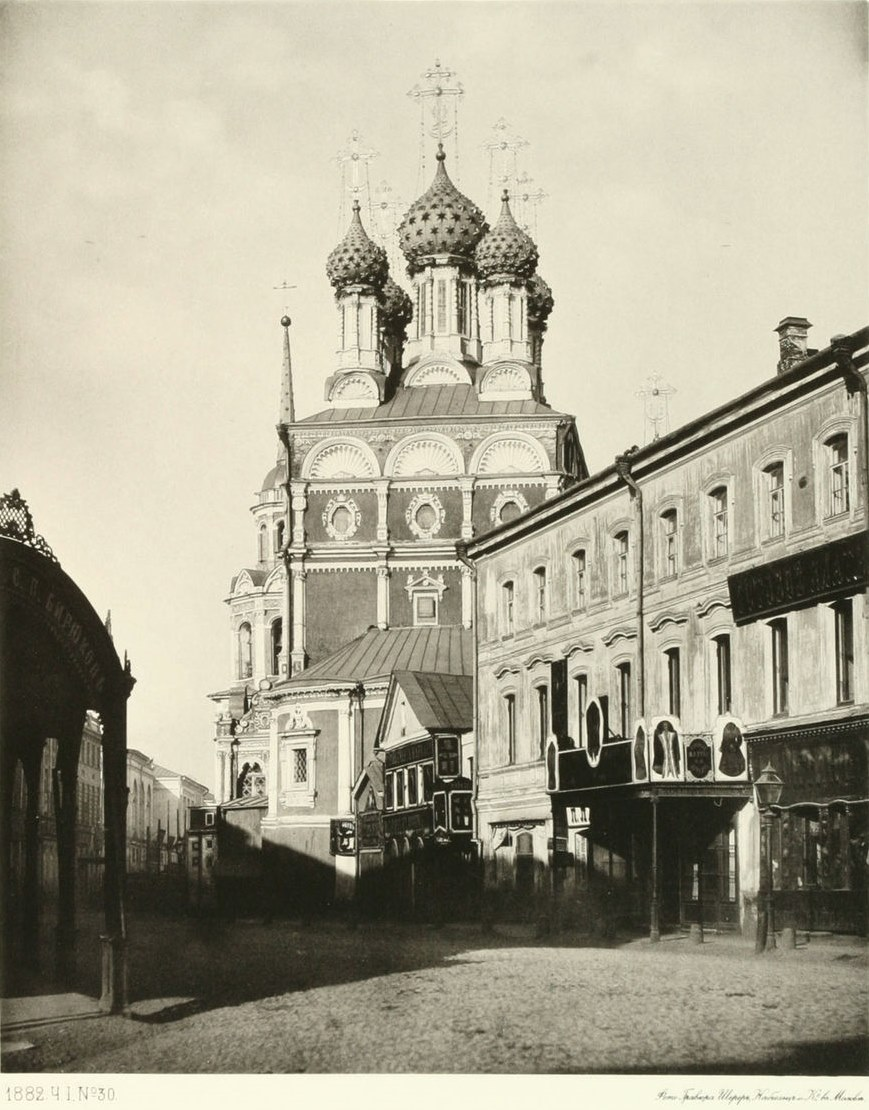
Церковь Николы Большой Крест. Вид от Ильинских ворот
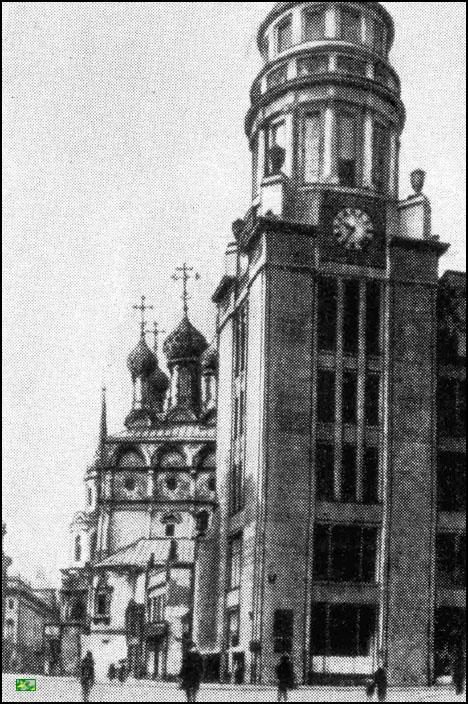
То же место с постройкой дома Северного страхового общества
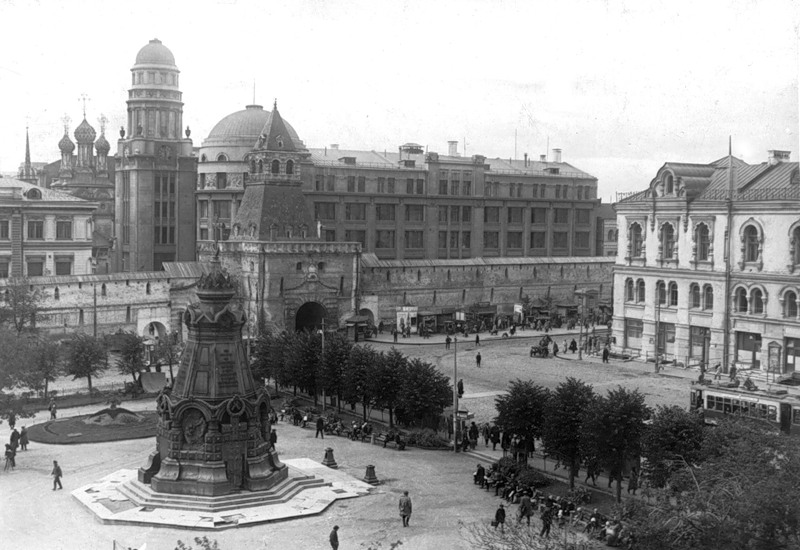
Дом Северного страхового общества и Ильинские ворота в 1929 г.
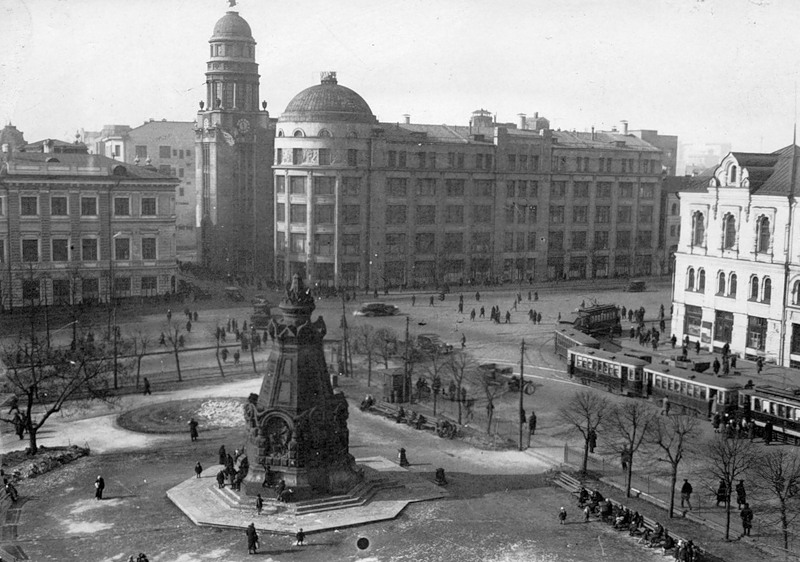
Тот же вид после 1935 (без Китайгородской стены и церкви Николы Большой Крест)